# 竪山利武
竪山 利武（たてやま としたけ、生没年不詳）は、幕末の薩摩藩士。諱は利武。通称は武兵衛。島津斉興、島津斉彬、島津忠義の3代に仕え、側役や側用人、当番頭、勘定奉行を務める。また高隅郷、山川郷、串木野郷地頭を務める。

## 概要
島津斉興の在職中に高隅郷地頭に就任し、この頃には既に側役になっていた思われる。
藩主が島津斉彬に代わってからも引き続き側用人格側役として側近に仕え、その後、串木野郷地頭時代に当番頭、勘定奉行に昇進。当時の薩摩藩公用を担当し、一門家の財政改革にも着手している。また、西郷隆盛が斉彬から政治資金50両を与えられ際、その取次は利武が行った。
安政5年（1858年）斉彬が亡くなった際には、家老らとともにその遺言を伝えられようとしたという。没年は不明だが、家督は子の利成が継いだ。

## 経歴
- 天保10年；旧暦8月12日に高隅郷地頭に就任。
- 弘化4年；軍役方の側用人となる。
- 嘉永2年；旧暦4月25日に海老原宗之丞の後任として山川郷地頭になる。また、旧暦11月12日に側用人格側役から側用人に昇進。
- 嘉永5年；旧暦1月11日に種子島時昉（六郎）死去後、明所だった串木野郷地頭に就任。ちなみに後任の山川郷地頭は名越高房（彦大夫、篠崎仲苗の父）であった。
- 安政5年；串木野郷地頭を辞職。

## 登場作品
テレビドラマ
- 『篤姫』（2008年、NHK大河ドラマ、演：山本竜二）